# Gornja Držina
Gornja Držina, en serbe cyrillique Горња Држина, est un village de Serbie situé dans la municipalité de Pirot, district de Pirot. Au recensement de 2011, il comptait 28 habitants.

## Démographie
| 1948 | 1953 | 1961 | 1971 | 1981 | 1991 | 2002 | 2011 |
| ---- | ---- | ---- | ---- | ---- | ---- | ---- | ---- |
| 269  | 266  | 195  | 106  | 76   | 49   | 29   | 28   |

|  |